# Gmina Gardeja
Die Gmina Gardeja ist eine Landgemeinde mit etwa 8500 Einwohnern im Powiat Kwidzyński der polnischen Woiwodschaft Pommern. Ihr Sitz ist das Dorf Gardeja (deutsch Garnsee), ein Dorf mit 2282 Einwohnern (2011).

## Geographie
Die Gemeinde liegt im ehemaligen Westpreußen, zwischen den beiden Städten Kwidzyn (Marienwerder) im Norden und Grudziądz (Graudenz) im Süden. Die Entfernung nach Kwidzyn beträgt etwa fünf Kilometer.
Das Gemeindegebiet umfasst eine Fläche von 193 km², 70 % sind Ackerfläche und 18 % Wälder. Im östlichen Gemeindegebiet verläuft die Gardęga (Gardenga) innerhalb eines ausgedehnten Seengebietes.
Die Gmina Gardeja grenzt im Süden an den Powiat Grudziądzki in der Woiwodschaft Kujawien-Pommern und im Osten an den Powiat Iławski in der Woiwodschaft Ermland-Masuren. Ihre Nachbargemeinden sind:
- In der Woiwodschaft Pommern im Powiat Kwidzyński, die Stadt Kwidzyn und die Landgemeinden Kwidzyn und Gmina Sadlinki (Sedlinen);
- in der Woiwodschaft Ermland-Masuren, Kisielice (Freystadt),
- in der Woiwodschaft Kujawien-Pommern, Łasin (Lessen) und Rogóźno (Roggenhausen).

## Geschichte

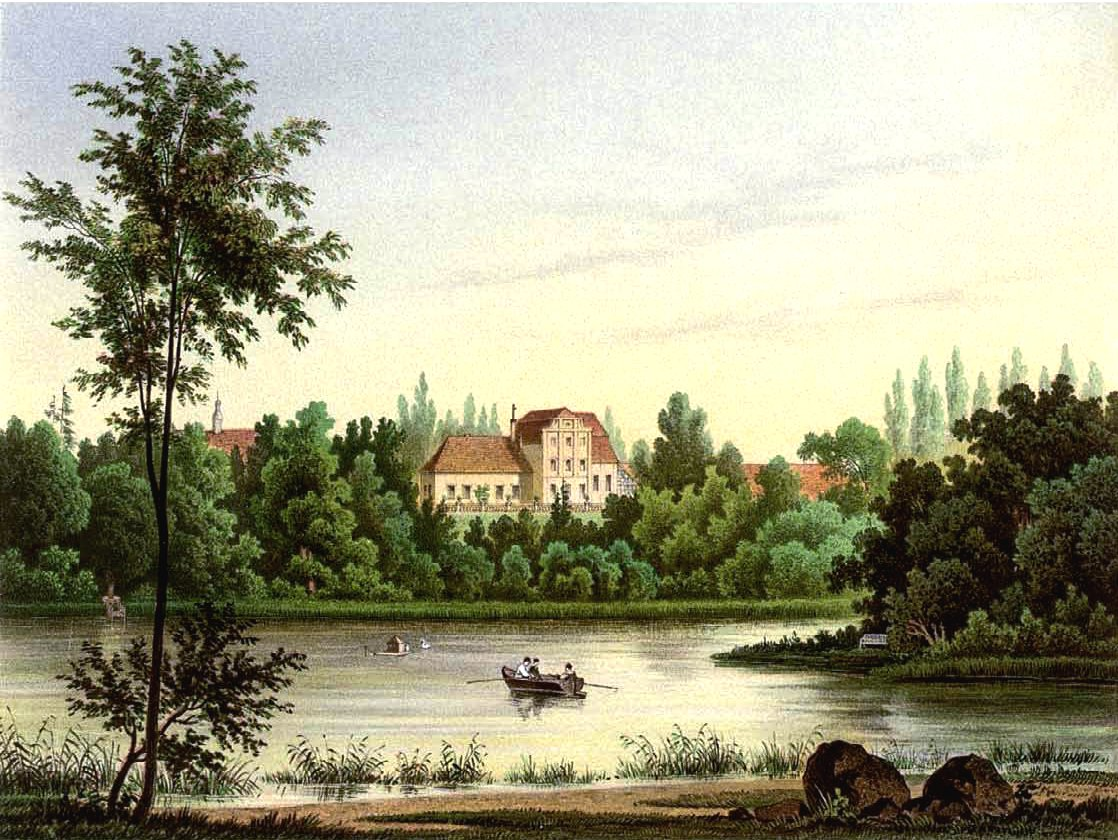
Rittergut Klötzen um 1860, Sammlung Alexander Duncker

Zwischen 1920 und 1939 war Garnsee Grenzübergangsstelle zum Polnischen Korridor. Nach den massiven Zerstörungen im Zweiten Weltkrieg verlor Garnsee/Gardeja 1945 das Stadtrecht. Von 1975 bis 1998 gehörte die Gemeinde zur Woiwodschaft Elbing.

## Gliederung
Das Gemeindegebiet umfasst 20 Dörfer mit 24 Schulzenämtern, denen weitere Ortschaften und Siedlungen zugeordnet sind. Gardeja hat vier und Czarne Małe zwei Schulzenämter.
Schulzenämter
| - Bądki (Bandtken, 1938–1945 Pankendorf) - Cygany (Zigahnen, 1938–1945 Dietmarsdorf) - Czarne Dolne (Niederzehren) - Czarne Górne (Hochzehren) - Czarne Małe I & II (Kleinzehren) - Gardeja I–IV (Garnsee) - Jaromierz (Germen) - Klasztorek (Klösterchen) - Krzykosy (Kröxen) | - Morawy (Mahren) - Nowa Wioska (Neudörfchen) - Otłowiec (Groß Ottlau, 1929–1945 Ottlau) - Otłówko (Klein Ottlau, 1929–1945 Gut Ottlau) - Otoczyn (Ottotschen) - Pawłowo (Paulsdorf) - Rozajny (Rosainen) - Trumieje (Groß Tromnau) - Wandowo (Wandau) - Wracławek (Warzeln) - Zebrdowo (Seubersdorf) mit Herrenhaus Seubersdorf |

Weitere Ortschaften
Albertowo, Czachówek, Dębno (Eichenbusch), Hermanowo, Jurki (Georgenberg), Kalmuzy (Kalmusen), Karolewo, Klasztorne (Klostersee), Klecewo (Klötzen), Międzylesie (Friedrichshain), Olszówka (Olschowken, 1938–1945 Gut Althausen), Osadniki, Podegrodzie, Przęławek (Prenzlau), Rosajny Małe (Klein Rosainen), Szczepkowo (Louisenhof) und Wilkowo (Wilkau).

## Verkehr

### Straßen

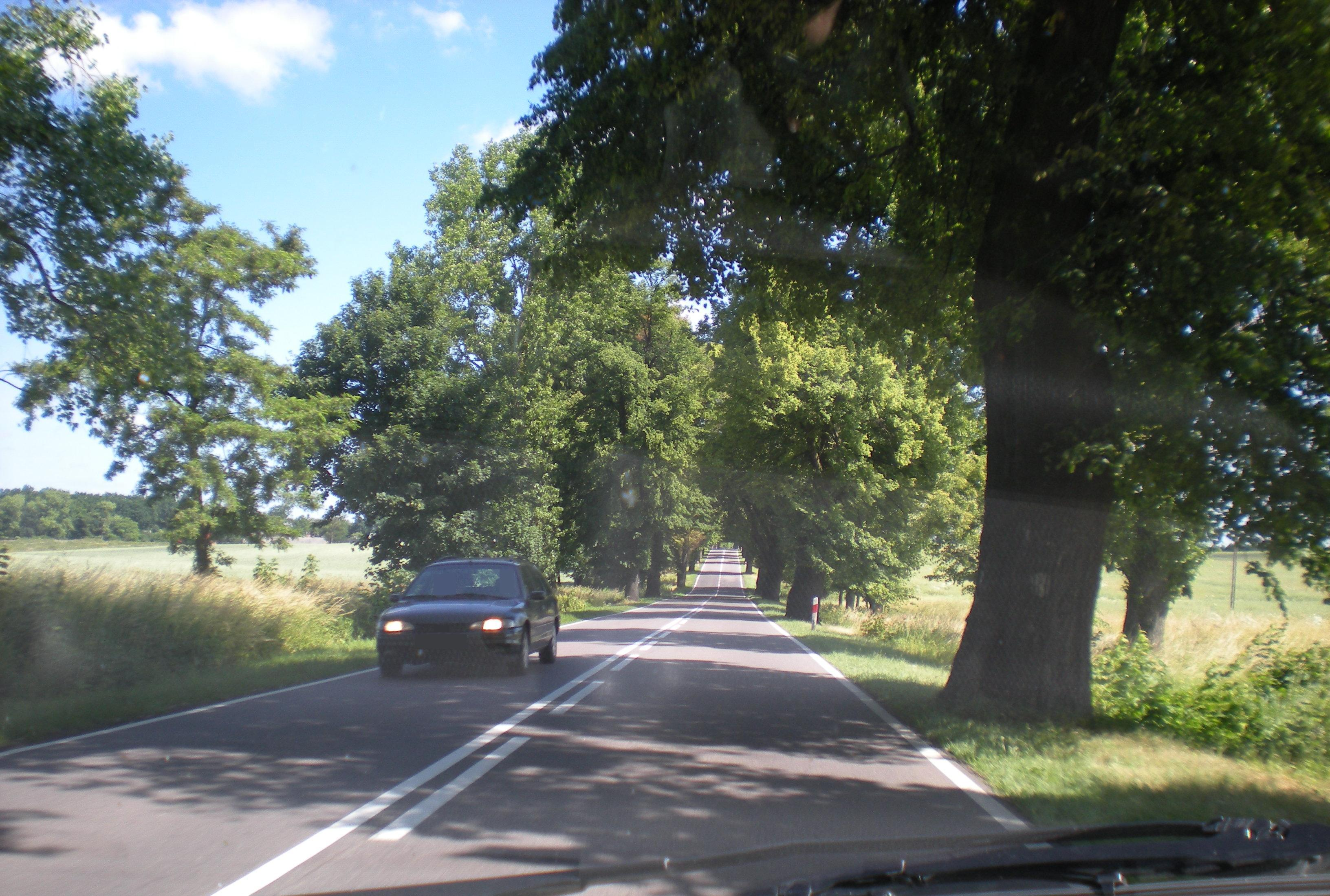
Landesstraße DK 55 zwischen Kwidzyn und Gardeja

Im Ort Gardeja treffen die Woiwodschaftsstraße DW 523 und die DW 532 von Kwidzyn über Sadlinki kommend auf die Landesstraße DK 55 (ehemalige deutsche Reichsstraße 129).
Durch den Westteil der Landgemeinde verläuft in Nord-Süd-Richtung die bedeutende Landesstraße DK 55, die von Nowy Dwór Gdański (Tiegenhof) und Malbork (Marienburg (Westpreußen)) kommend die Gemeinde mit Grudziądz und Stolno in der Woiwodschaft Kujawien-Pommern verbindet. Durch das Gemeindegebiet in Ost-West-Richtung führt DW 523, die bei Trumieje (Groß Tromnau) Anschluss an die Woiwodschaftsstraße DW 522 (Sztum (Stuhm) – Prabuty (Riesenburg) – Kisielice (Freystadt)) hat, die den Osten der Gmina streift.

### Schienen
Die Gmina Gardeja verfügt über eine Bahnstation an der Staatsbahnstrecke 207, die Toruń (Thorn) und Grudziądz mit Kwidzyn und Malbork verbindet. Diese Bahnstrecke wurde 1882/1883 eröffnet. Wegen der Seen und Gewässer wurde der Bahnhof zwei Kilometer südlich der Stadt angelegt. Dieser Bahnhof kam 1920 zu Polen und erhielt den Namen Gardeja. Er durfte bis 1927 von den Deutschen mitbenutzt werden.
Zwischen 1886 und 1979 zweigte in Gardeja/Garnsee (1939–1945: Garnsee Süd) eine Bahnstrecke in die Nachbarstadt Łasin (Lessen) ab. Das heutige Gebiet der Gmina Gardeja wurde von Nordwest nach Südost von der ebenfalls inzwischen stillgelegten Bahnlinie von Kwidzyn/Marienwerder nach Kisielice/Freystadt und Biskupiec/Bischofswerder durchzogen – mit drei Bahnstationen im heutigen Gemeindegebiet.